# Condado de McLean (Illinois)
O Condado de McLean é um dos 102 condados do Estado americano de Illinois. A sede do condado é Bloomington, e sua maior cidade é Bloomington. O condado possui uma área de 3 072 km² (dos quais 7 km² estão cobertos por água), uma população de 150 433 habitantes, e uma densidade populacional de 49 hab/km² (segundo o censo nacional de 2000). O condado foi fundado em 25 de dezembro de 1830.